# Poolside AI
poolside AI est une startup française spécialisée dans le développement de programmes informatiques par intelligence artificielle. Elle se concentre sur la création de modèles avancés d’IA pour automatiser et améliorer les processus de codage, en mettant l’accent sur la sécurité, la confidentialité et l’efficacité pour les entreprises.

## Histoire
La société poolside AI est fondée le 10 juillet 2023. Son patron, Jason Warner, est l'ancien directeur technique de GitHub. Elle obtient un capital d'amorçage de 26 millions de dollars, suivi peu après d'une levée complémentaire de 100 millions de dollars à laquelle participent notamment Bpifrance, Xavier Niel et Rodolphe Saadé,.
En octobre 2024, l'entreprise lève 500 millions de dollars auprès de Bain Capital, accompagné d'un pool d'investisseurs incluant eBay et Nvidia. La société serait ainsi valorisée à 3 milliards de dollars, lui donnant ainsi le statut de startup licorne.

## Activité
poolside AI a pour objectif la génération de codes informatiques grâce à un grand modèle de langage.
En décembre 2024, poolside et AWS ont annoncé un partenariat stratégique pour offrir des solutions d’IA générative sécurisées et personnalisables pour le développement logiciel sur Amazon Bedrock et Amazon EC2. Cette collaboration permet aux entreprises de déployer l’Assistant IA de Poolside et ses modèles fondamentaux (malibu et point) dans leur environnement AWS existant, en bénéficiant de la sécurité et des performances d’AWS.

## Concurrence
La société fait concurrence notamment à OpenAI, au Français Mistral AI, Magic et Shreds.

## Direction
- Président et cofondateur : Jason Warner[2]
- Directeur technique et cofondateur : Eiso Kant[2]